# Pardubice (huyện)
Huyện Pardubice (tiếng Séc: Okres Pardubice) là một huyện (okres) nằm trong vùng Pardubice của Cộng hòa Séc. Huyện Pardubice có diện tích 889 km², dân số năm 2002 là 160251 người. Thủ phủ huyện đóng ở Pardubice. Huyện này có 115 khu tự quản.

## Các khu tự quản
Huyện Pardubice có 115 khu tự quản sau: